# Октябрьский (Туапсинский район)
Октя́брьский — посёлок в Туапсинском районе Краснодарского края.
Административный центр Октябрьского сельского поселения.
Железнодорожная станция Пшиш на ветке «Армавир—Туапсе» Северо-Кавказской железной дороги (ранее Армавиро-Туапсинской железной дороги). 

## География
Расположен в южной части края в 30 км к северо-востоку от Туапсе, в 20 км к юго-западу от Хадыженска, на берегу реки Пшиш. 

## История
Своё имя посёлок Октябрьский получил в память Великой Октябрьской социалистической революции. Посёлок зарегистрирован в списках населенных пунктов решением Краснодарского крайисполкома от 24 октября 1958 года.
На карте Краснодарского края 1972 года поселок Октябрьский отмечен как административный центр сельского Совета, имеющий 509 дворов, расположенный в 47 км от Туапсе.
По сведениям ГИВЦ на 1 января 1987 года в поселке Октябрьский проживало 1983 человек. По данным ЦСУ на 1 января 1999 года в поселке Октябрьский жило 1967 человек. 

## Население
| 1999 | 2002  | 2010  |
| ---- | ----- | ----- |
| 1967 | ↘1885 | ↗1919 |

## Улицы
| - пер. Первомайский, - пер. Подгорный, - ул. Верхняя, - ул. Железнодорожная, - ул. Заводская, - ул. Зеленая, - ул. Клубная, - ул. Конституции, - ул. Ленина, | - ул. Леспромхозная, - ул. Мира, - ул. Мостовая, - ул. Набережная, - ул. Нагорная, - ул. Новый, - ул. Озерная, - ул. Октябрьская, - ул. Подгорная, | - ул. Почтовая, - ул. Привокзальная, - ул. Пшишская, - ул. Речная, - ул. Средняя, - ул. Степная, - ул. Узкоколейная, - ул. Школьная, - ул. Юности. |